# Bosque de Ae
El Bosque de Ae se encuentra entre Nithsdale y Annandale en Dumfries y Galloway en el sudoeste de Escocia al norte del Reino Unido.
El bosque fue plantado por primera vez en la década de 1920, principalmente con Sitka spruce. Cuenta con la designación de un "Prioridad Forestal" para la conservación de la Ardilla Roja. El terreno en el que se encuentra el bosque actúa como una cuenca de drenaje para el agua de Ae, que tiene una población próspera de nutrias.
El pueblo de Ae fue construido en 1940 para albergar a los trabajadores forestales.
Una variedad de senderos para bicicletas de montaña se han construido como parte del proyecto de la Comisión Forestal 7stanes.